# ارکلو
ارکلو (به لاتین: Arekloo)روستایی در دهستان هندودر بخش سربند شهرستان شازند استان مرکزی ایران است که در ۹ کیلومتری جنوب غربی هندودر واقع است.

## جغرافیا
این روستا از شمال شرقی مجاور به روستای ده گلشن (ده کلبی سابق) و از جنوب مجاور به روستای قلعه نو می‌باشد.
دارای آب و هوای سرد در زمستان و گرم در تابستان و آب و هوایی مطبوع در بهار می‌باشد.

## مردم
زبان گویش اهالی این روستا ترکی (متفاوت از ترکی آذری) می‌باشد.
مردم این روستا به دامپروری و کشاورزی که هر دو به صورت سنتی انجام می‌شوند اشتغال دارند.
بر پایه سرشماری عمومی نفوس و مسکن در سال ۱۳۹۵ جمعیت این روستا ۶۰ نفر (۲۲خانوار) بوده‌است.با این حال این جمعیت ثابت روستا بوده و در مراسم مربوط به سال نو (عید نوروز) و ماه محرم جمعیت مهاجر که بعلت اشتغال در شهرهای بزرگ ساکن می‌باشند افزایش می‌یابد.

## امکانات
تنها محل دیدنی این روستا امامزاده‌ای است که در پایین دست روستا واقع است. سالهاست که این امامزاده اثری از امامزاده بودن ندارد و تنها یک مقبره متعلق به یکی از اهالی در آن وجود دارد و افرادی که برای زیارت به آنجا می‌روند به اشتباه آن مقبره را زیارت می‌کنند
اهالی این روستا برای انجام امور اداری مانند پرداخت قبض برق و خرید به هندودر مراجعت می‌نمایند. این روستا از اواسط دههٔ ۶۰ دارای آب لوله‌کشی بدون تصفیه و گندزدایی و همچنین برق می‌باشد.